# 亚历克西·布瓦尔

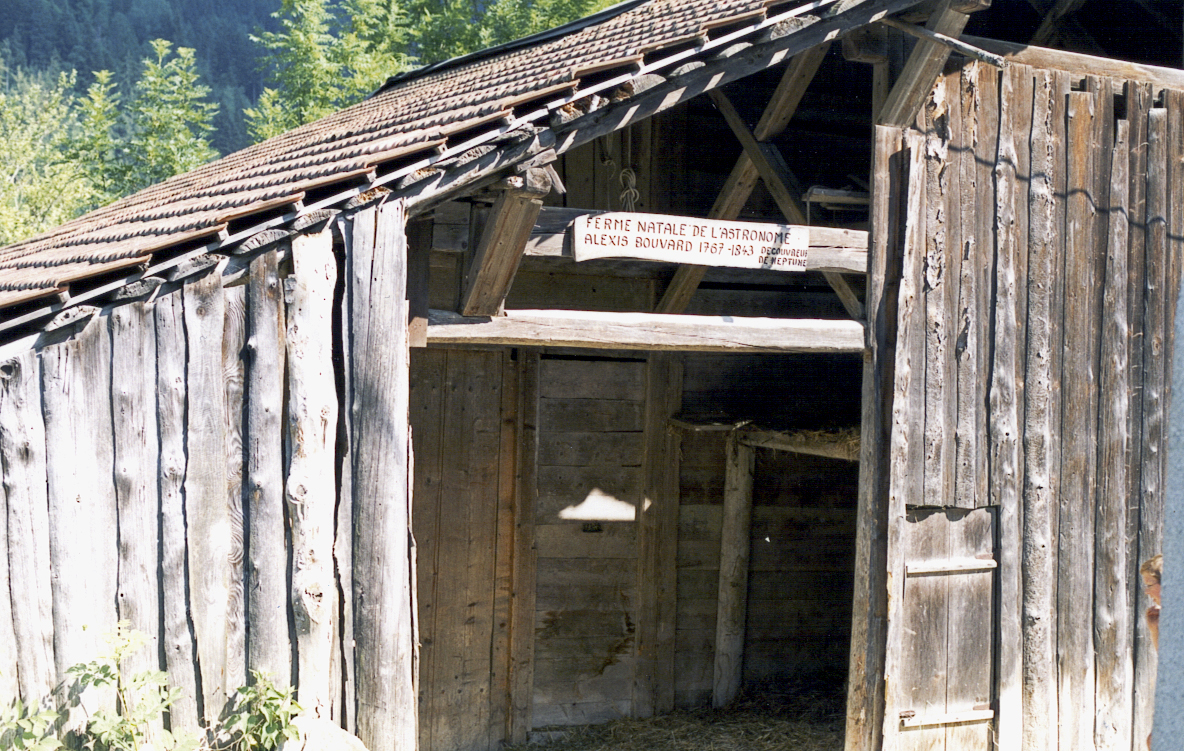
亚历克西·布瓦尔在出生地莱孔塔米讷-蒙茹瓦的農莊。

亚历克西·布瓦尔 （法語：Alexis Bouvard，法語發音：[alɛksi buvaʁ]，1767年6月27日 － 1843年6月7日）是法國天文學家。他仔細觀察了天王星不規則的運動，指出太陽系中有第八顆行星的存在。

## 生平
布瓦尔出生在薩伏依公國的莱孔塔米讷-蒙茹瓦，他一生的成就包括：發現8顆彗星，編輯包括木星、土星和天王星的天文表。雖然前兩個表非常成功，但是最後的天王星表在隨後的觀測卻有明顯的差異。這導致布瓦尔假設有第八顆行星的存在，因而導致天王星軌道的不規則運動變化。之後，勒威耶根據布瓦尔的觀測結果，計算出海王星的位置。
布瓦尔在1793年成為學生天文學家，並且在皮耶-西蒙·拉普拉斯手下工作，最後成為巴黎天文台的台長。他逝世於巴黎。

## 文獻
- [Anon.] (2001) "Bouvard, Alexis", Encyclopædia Britannica, Deluxe CDROM edition